# Забок
Забок је град у Хрватској у Крапинско-загорској жупанији. Према попису из 2001. Забок је имао 9.365 становника.

## Географија
Површина града износи 34 km²

## Историја
Име Забок јавља се у до сада познатим документима први пут 1335. године у повељи угарског краља Карла I којом, према препоруци славонског бана Микца, дарује посед Забок Петру, сину Нузлина, јер је дотадашњи власник Самсон умро без насљедника.
Повељу је провео бан Микац, а 1345. потврдио ју је и насљедник краља Карла, краљ Људевит I.

## Становништво
Број становника према попису из 2001. године износио је 9.365.

## Попис1991.
На попису становништва 1991. године, насељено место Забок је имало 2.881 становника, следећег националног састава:
| Попис 1991.‍   | Попис 1991.‍  | Попис 1991.‍ | Попис 1991.‍ | Попис 1991.‍ |
| ------------- | ------------ | ----------- | ----------- | ----------- |
|               |              |             |             |             |
| Хрвати        | Хрвати       |             | 2.648       | 91,91%      |
| Срби          | Срби         |             | 57          | 1,97%       |
| Југословени   | Југословени  |             | 51          | 1,77%       |
| Словенци      | Словенци     |             | 11          | 0,38%       |
| Мађари        | Мађари       |             | 9           | 0,31%       |
| Муслимани     | Муслимани    |             | 9           | 0,31%       |
| Албанци       | Албанци      |             | 6           | 0,20%       |
| Словаци       | Словаци      |             | 5           | 0,17%       |
| Македонци     | Македонци    |             | 4           | 0,13%       |
| Италијани     | Италијани    |             | 1           | 0,03%       |
| Русини        | Русини       |             | 1           | 0,03%       |
| Црногорци     | Црногорци    |             | 1           | 0,03%       |
| Чеси          | Чеси         |             | 1           | 0,03%       |
| неопредељени  | неопредељени |             | 56          | 1,94%       |
| непознато     | непознато    |             | 21          | 0,72%       |
| укупно: 2.881 |              |             |             |             |

## Славни људи
Ксавер Шандор Ђалски, књижевник

## Споменици и знаменитости
- Црква Св. Јелене из 1805. године
- Дворац Гјалски
- Дворац Брачак

## Спорт
- Будокаи клуб БТИ Забок
- ‘Ђидара’ Забок
- Кошаркашки клуб Забок
- Ловачко друштво ‘Трчка’
- Мотостарт јет-ски клуб
- Мото-спортски клуб Забок
- Мото-клуб ‘Загорје’
- ФК ‘Регенерација Младост’
- ФК ‘Ђалски’, Губашево
- ФК ‘Рудар’ Дубрава Забочка
- Риболовно друштво ‘Лињак’
- Риболовно друштво ‘Сом’
- Риболовно друштво ‘Жабец’
- Стрељачко друштво ‘Текстилац’
- Шаховски клуб ‘Полет’
- Тениски клуб ‘Ђалски’
- Женски рукометни клуб
- Стонитениски клуб Забок